# Ummidia insularis
Espèce
Ummidia insularis est une espèce d'araignées mygalomorphes de la famille des Halonoproctidae.

## Distribution
Cette espèce est endémique de la province d'Independencia aux République dominicaine,. Elle se rencontre sur l'île Cabritos et vers Puerto Escondido.

## Description
Le mâle holotype mesure 14,5 mm et la femelle paratype 20,3 mm.

## Systématique et taxinomie
Cette espèce a été décrite par Santos, Ortiz et Sánchez-Ruiz en 2022.

## Publication originale
- Santos, Ortiz & Sánchez-Ruiz, 2022 : « Ummidia insularis new species, first record of the family Halonoproctidae (Araneae: Mygalomorphae) for Hispaniola. » Zootaxa, no 5092(4), p. 442-452.